# Wandsbeker Gehölz

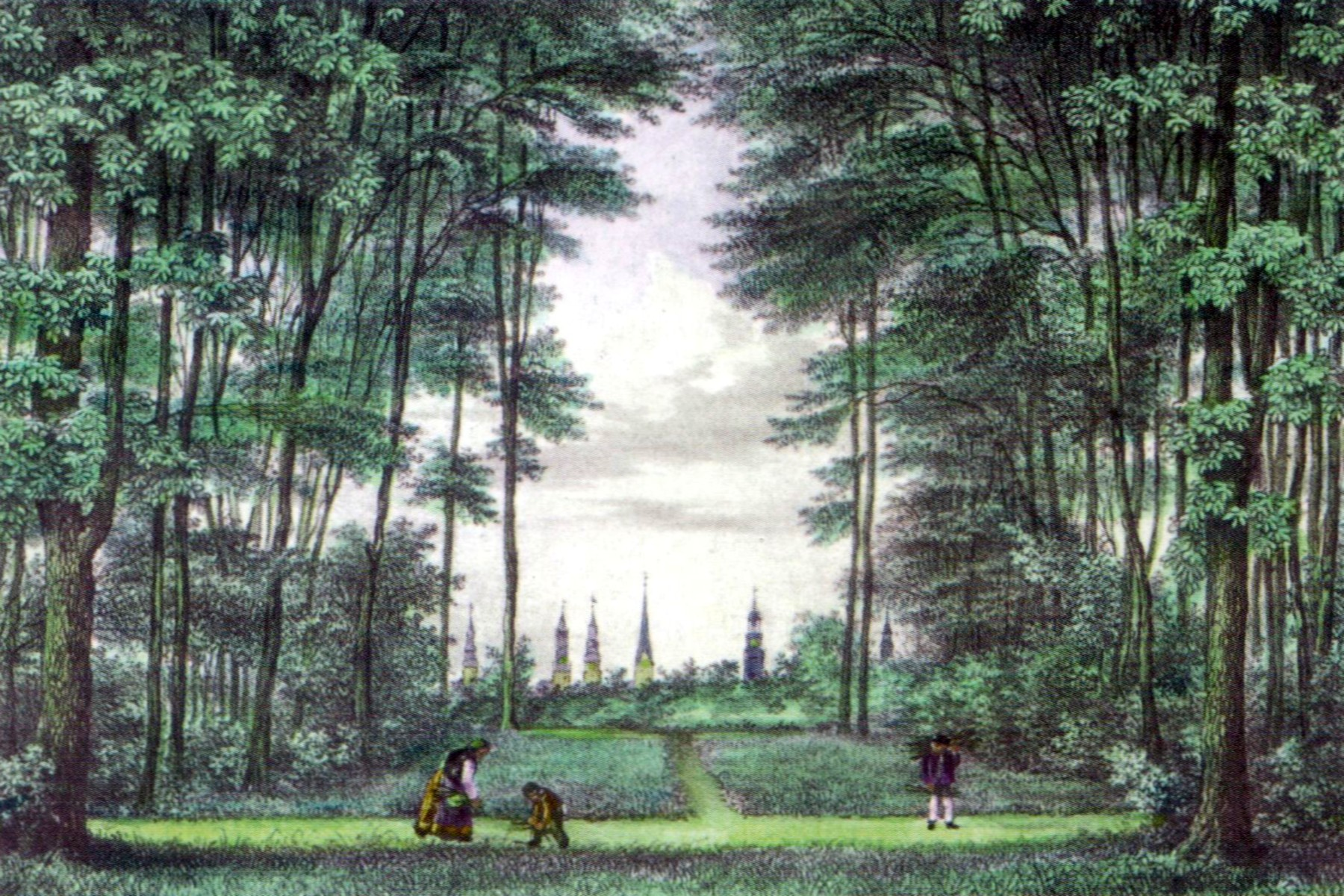
Wandsbeker Gehölz im 19. Jahrhundert, im Hintergrund die Türme der Hamburger Hauptkirchen (Lithografie von J. C. C. Meyn)

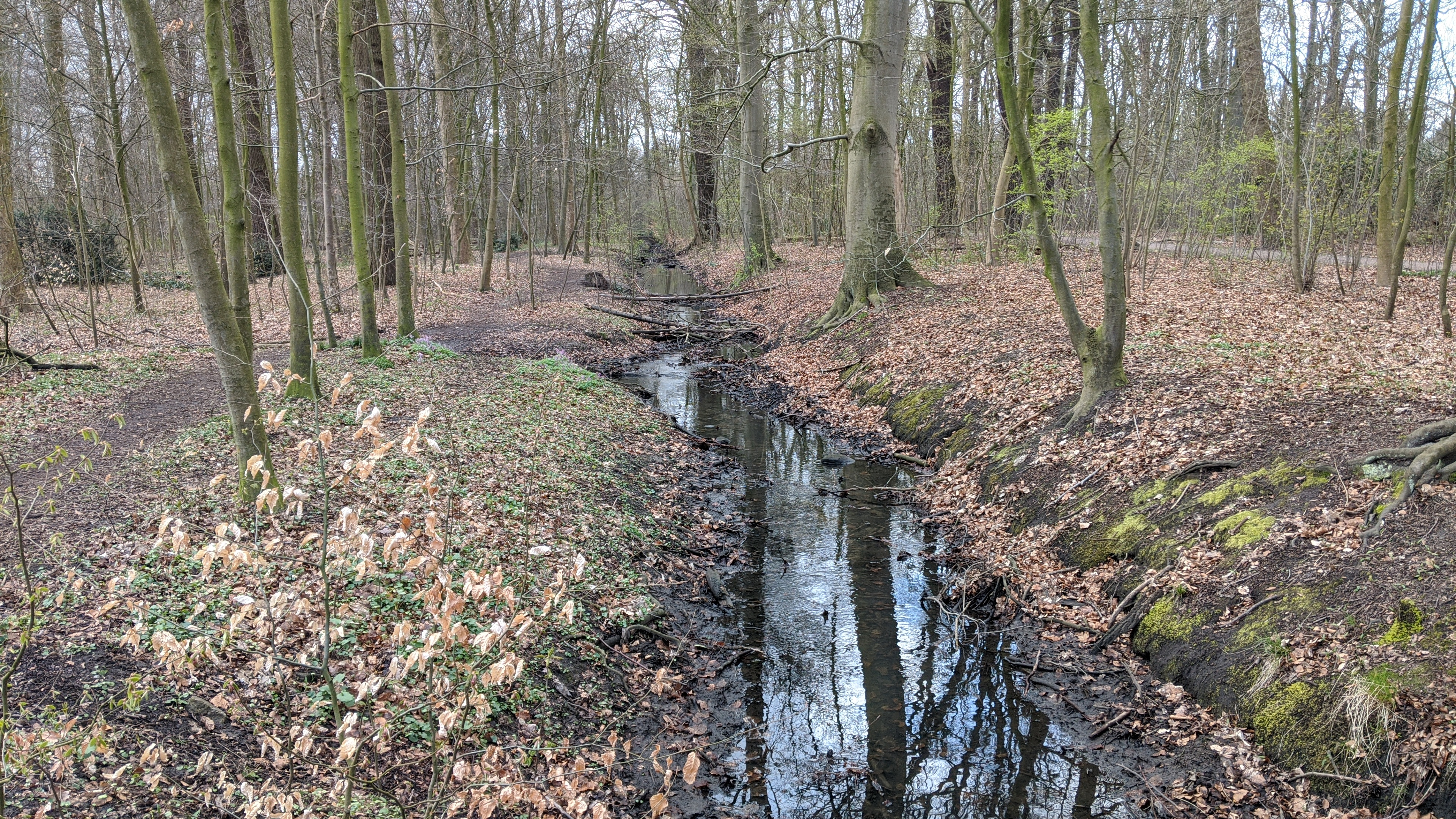
Gehölzgraben im Zweiten Wandsbeker Gehölz im Frühjahr 2020

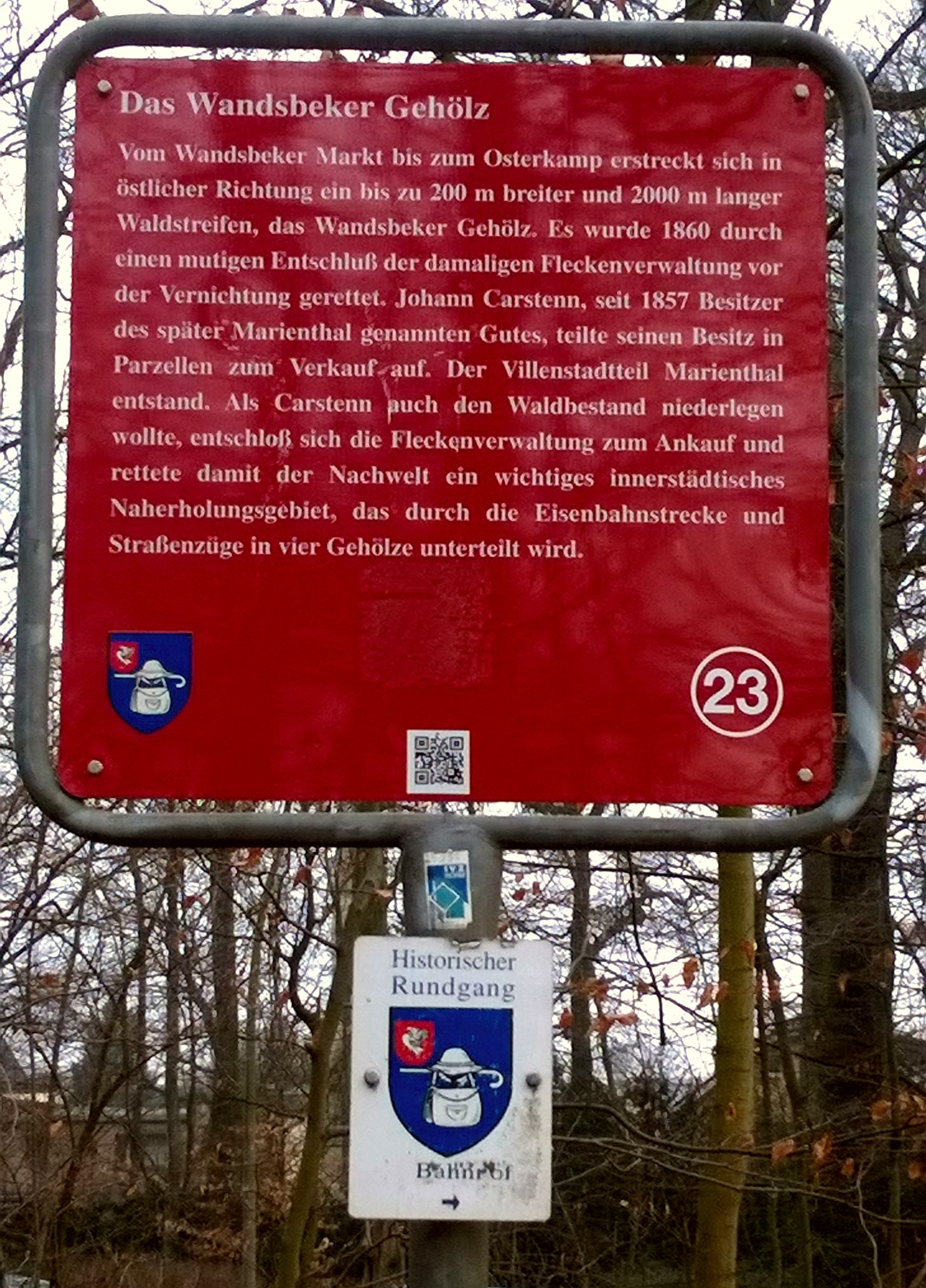
Tafel zur Geschichte des Gehölzes

Das Wandsbeker Gehölz ist eine 28,3 Hektar große öffentliche Parkanlage in den Hamburger Stadtteilen Marienthal und Wandsbek, Bezirk Wandsbek. Der etwa 2,8 Kilometer lange und bis zu 400 Meter breite Waldstreifen ist ein Rest des früheren Wandsbeker Gutsgeländes. Das dazugehörige Schloss war Ende des 18. Jahrhunderts von dem Kaufmann und Sklavenhändler Heinrich Carl von Schimmelmann erbaut worden, der auch den Schlosspark neu gestalten ließ. 1766 bis 1770 legte Schimmelmann hier einen Lustgarten mit Lindenallee an. Die Lindenallee ist schon vor dem Zweiten Weltkrieg verschwunden.
1857 erwarb der Kaufmann Johann Anton Wilhelm von Carstenn das Gutsgelände, parzellierte es und verkaufte die ersten großen Grundstücke in der Nähe des Schlosses für den Bau einer Villenkolonie nach englischem Vorbild, das heutige Marienthal. Als Carstenn auch den Waldbestand des Gehölzes roden lassen wollte, entschloss sich die Wandsbeker Fleckenverwaltung zum Ankauf.

## Lage

Karte des Wandsbeker Gehölzes bis 2011

Das Naherholungsgebiet erstreckt sich vom Wandsbeker Marktplatz im Westen bis zum Holstenhofweg im Osten und ist durch die Eisenbahnstrecke Hamburg–Lübeck sowie drei Straßen in fünf Teilgehölze unterteilt (1. Schloßstraße bis Bahnlinie – mit zusätzlicher Trennung durch die Wandsbeker Bahnhofstraße, 2. Bahnlinie bis Jüthornstraße, 3. Jüthorn- bis Kielmannseggstraße, 4. Kielmannseggstraße bis Osterkamp, 5. Osterkamp bis Holstenhofweg). Es ist über den U-Bahnhof Wandsbek-Markt und mehrere Buslinien an das öffentliche Nahverkehrsnetz angebunden.
Mindestens bis Anfang des 19. Jahrhunderts reichte das Vierte Gehölz nur bis kurz vor das westliche Ufer des großen Teichs – östlich daran schloss sich eine unbewaldete Flur mit dem Namen Lehmkuhlen an, deren Tonabbau letztlich zu der heutigen Teichsenke führte, während sich im westlichen Teil noch mehrere natürliche Quellbereiche des östlichen Arms des Gehölzgrabens erhalten haben. Das Fünfte Gehölz wurde dem Gebiet erst durch Verordnung des Senats der Freien und Hansestadt Hamburg vom 4. Oktober 2011 hinzugefügt.

## Sehenswürdigkeiten
Am Eingang zum Ersten Gehölz vor dem Gemeindehaus der Christuskirche befindet sich der Wandsbeker Geschichtsstein. Der unter Historikern umstrittene Findling mit wichtigen Daten zur Geschichte Wandsbeks wurde 1937 von der Wandsbeker Stadtverwaltung anlässlich der Vereinigung mit Hamburg am Rande des damaligen Marktplatzes aufgestellt. Die teilweise fehlerhaften Angaben und der Dank an den „Führer“ wurden später herausgemeißelt und nur unzureichend geändert. Ursprünglich befand er sich am Wandsbeker Marktplatz in der Nähe der heutigen Wandsbeker Marktstraße, dann, wegen des Baus des Wandsbeker Busbahnhofes, am Eingang des zweiten Gehölzes in Marienthal, wiederum für ein paar Jahre in Wandsbek direkt vor der Kirche, bevor er 2005 im Zuge der Neugestaltung des Platzes vor der Kirche und dem Schimmelmann-Mausoleum an den heutigen Standort versetzt wurde. Im Gegenzug wurde eine zuvor hier aufgestellte Sandsteinvase aus dem einstigen Schlosspark mit einer weiteren Vase an die Südseite des Wandsbeker Marktplatzes verlagert.
Etwas weiter im Ersten Gehölz befindet sich ein Gedenkstein für Matthias Claudius. Er wurde 1840 zum 100. Geburtstag des Dichters im damaligen Schlosspark errichtet und bei der Parzellierung des Schlossparks 1861 in den Bereich der Robert-Schuman-Brücke und schließlich an den heutigen Standort versetzt. Außer den Lebensdaten des Dichters trägt er die Embleme der Zeitung „Wandsbeker Bote“ und steht seit 1943 unter Denkmalschutz. Ebenfalls im Ersten Gehölz, hinter der Wandsbeker Bahnhofsstraße liegt etwas versteckt das Kriegerdenkmal der ehemaligen Stadt Wandsbek für die Gefallenen des Ersten Weltkrieges.
Eine früher ebenfalls im Gehölz aufgestellte Statue eines Römischen Kriegers befindet sich seit einigen Jahren aus konservatorischen Gründen im Innenhof des Museums für Hamburgische Geschichte.
Am Anfang des Vierten Gehölzes an der heutigen Kielmannseggstraße lag früher das beliebte Ausflugslokal Groß Jüthorn. Ein kleineres Lokal mit dem Namen Klein Jüthorn befand sich am Ende des zweiten Gehölzes.
Im Vierten Gehölz wurden im ehemals sumpfigen Gelände Spazierwege, Gräben und Teiche für das frühere Hotel Marienthal an der Oktaviostraße angelegt. Ebenfalls an der Oktaviostraße befand sich bis 2009 das Fußball-Stadion Marienthal des SC Concordia Hamburg. Am Rande des heute zum Teil mit Wohnhäusern überbauten Stadiongeländes steht noch ein Kriegerdenkmal des Vereins aus dem Jahr 1957.

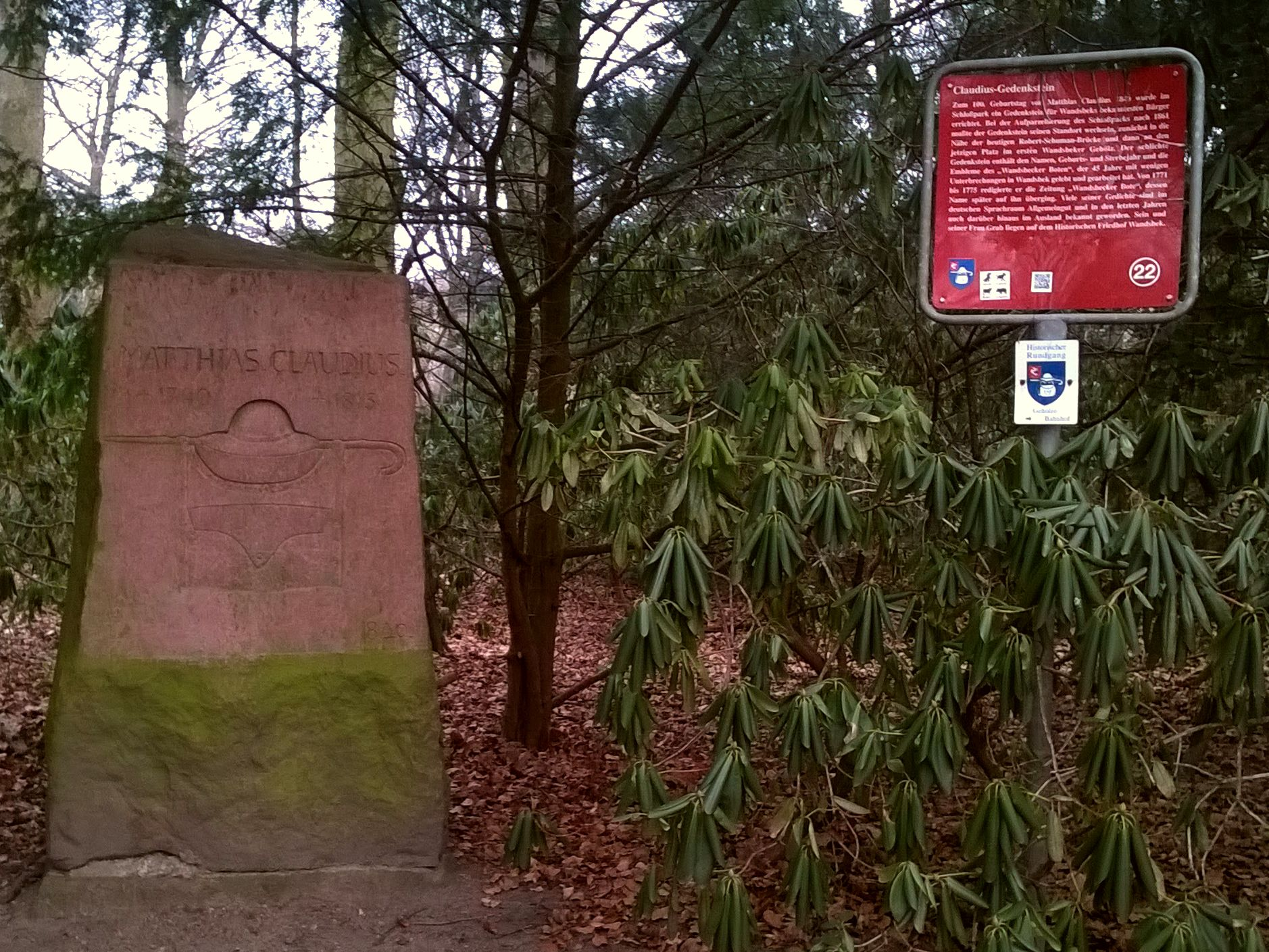
Claudius-Gedenkstein mit Tafel
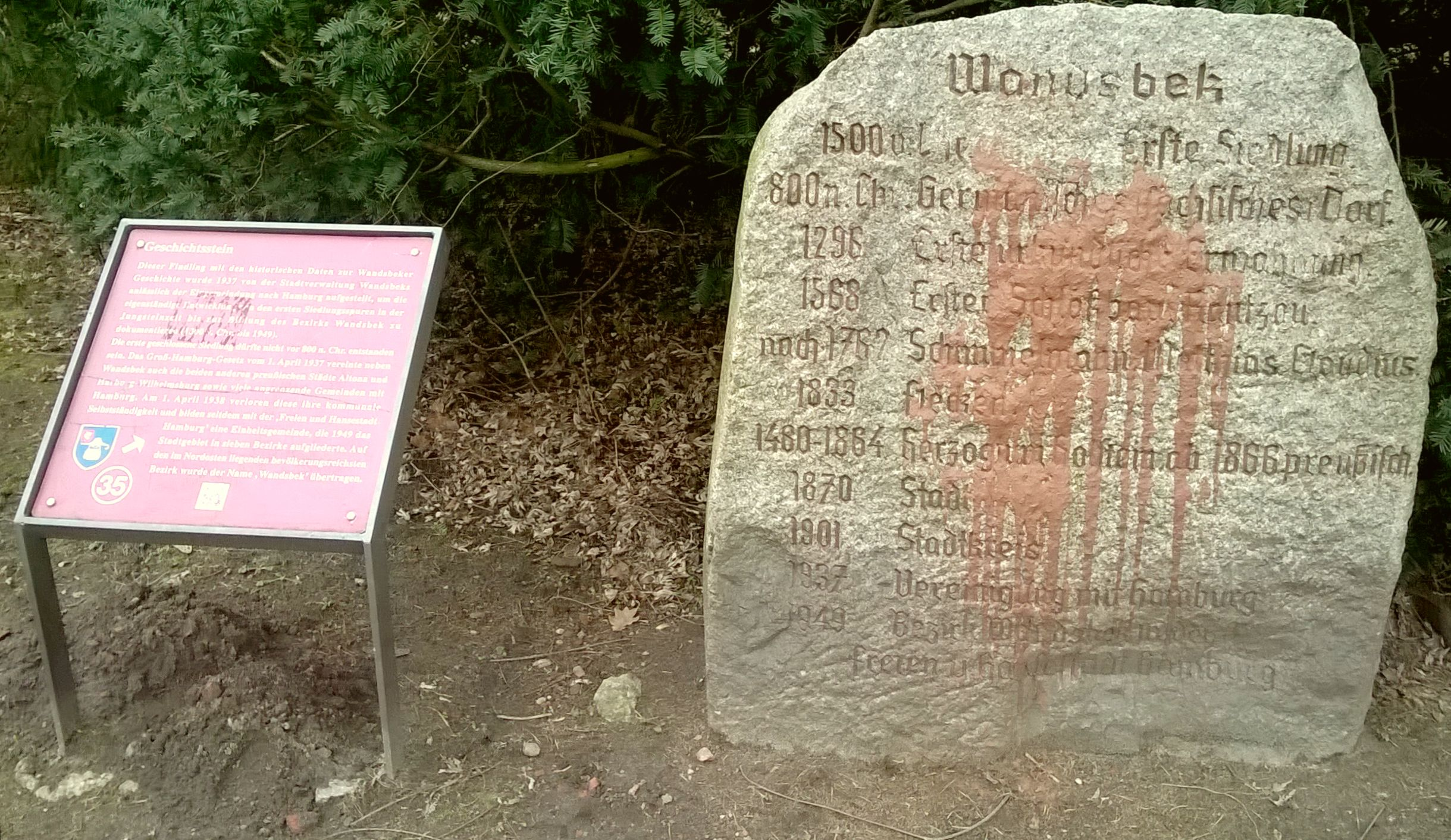
Wandsbeker Geschichtsstein am Eingang zum Ersten Gehölz
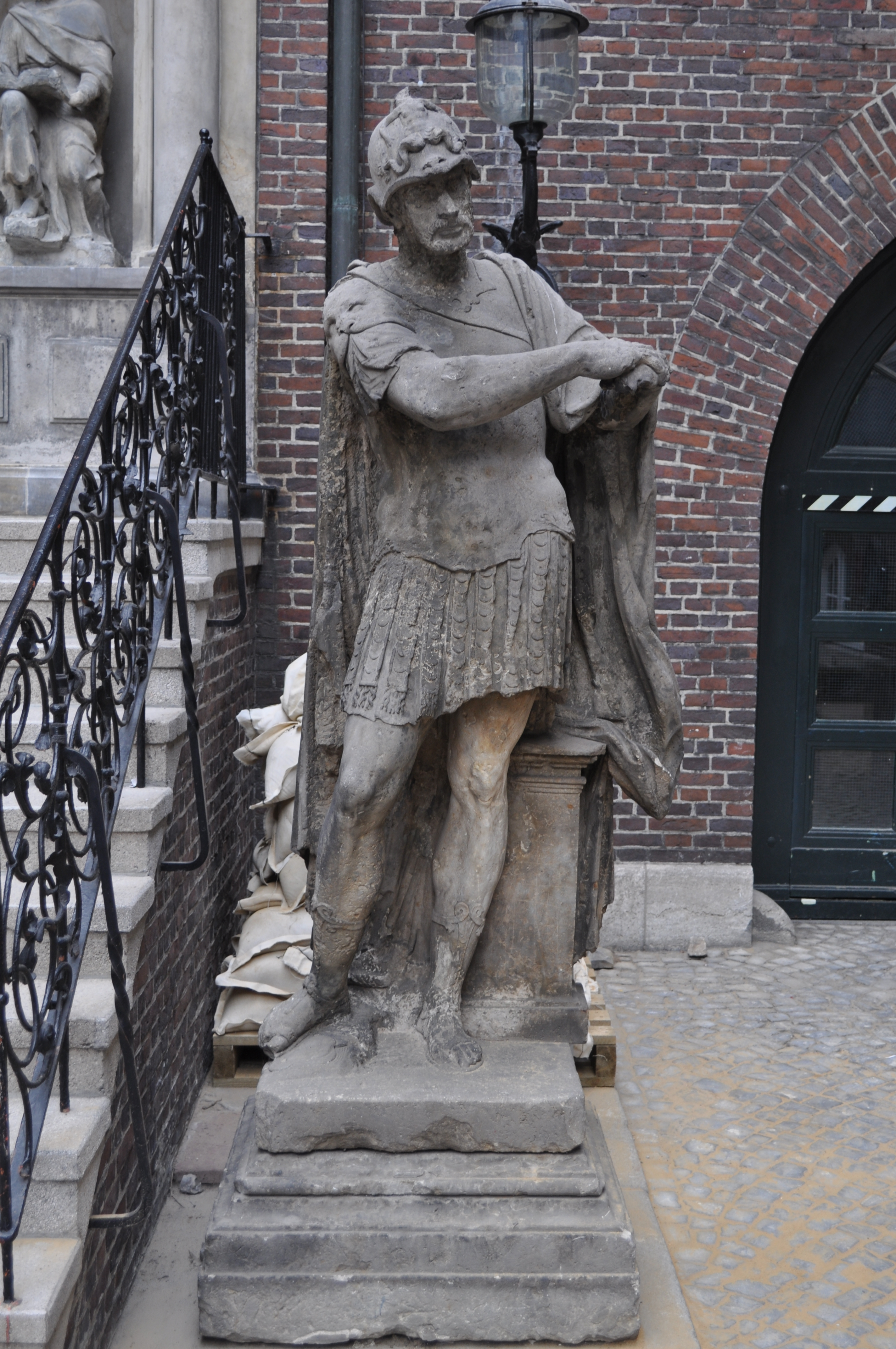
Römischer Krieger
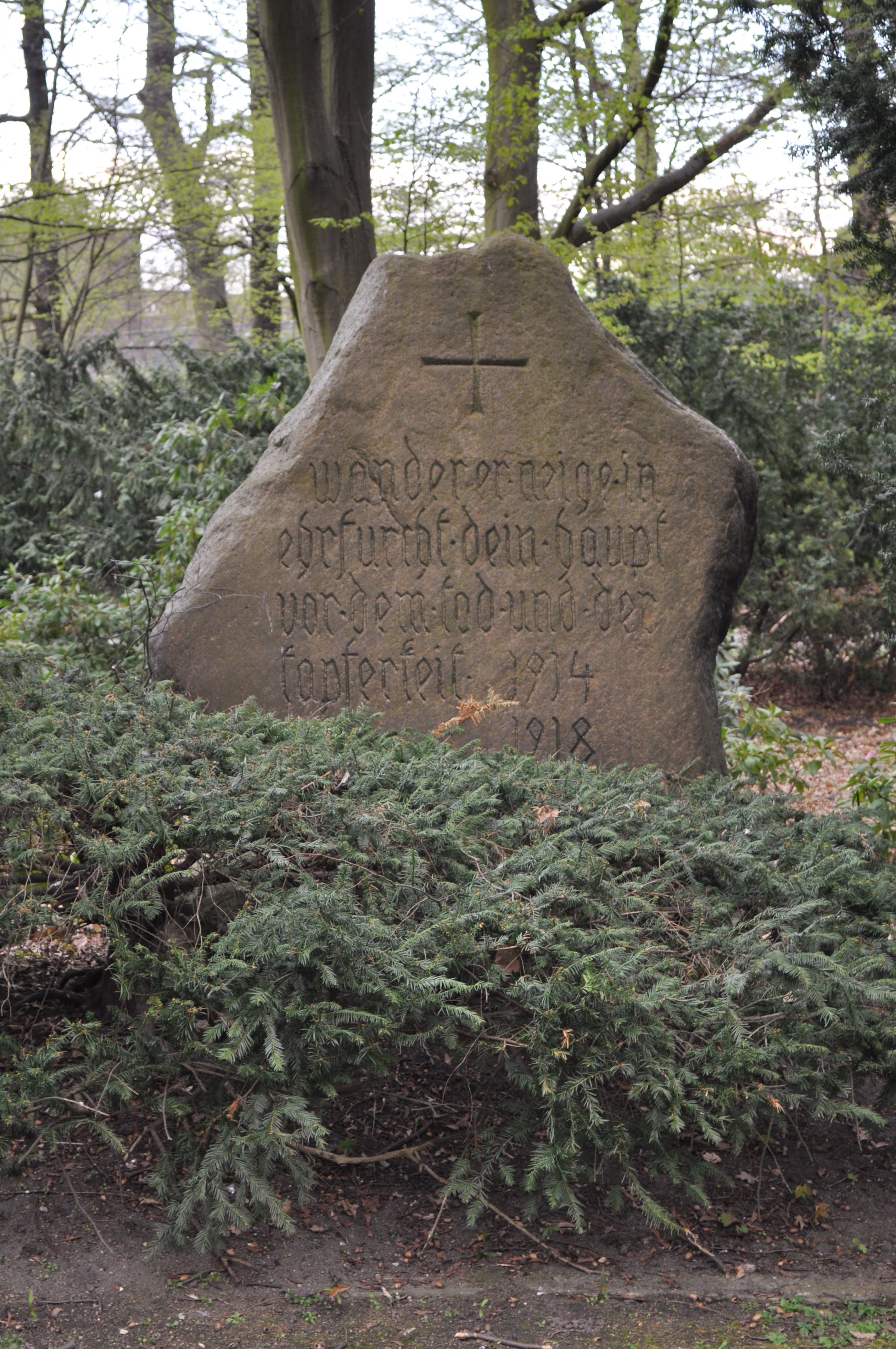
Kriegerdenkmal für die Gefallenen des 1. Weltkrieges
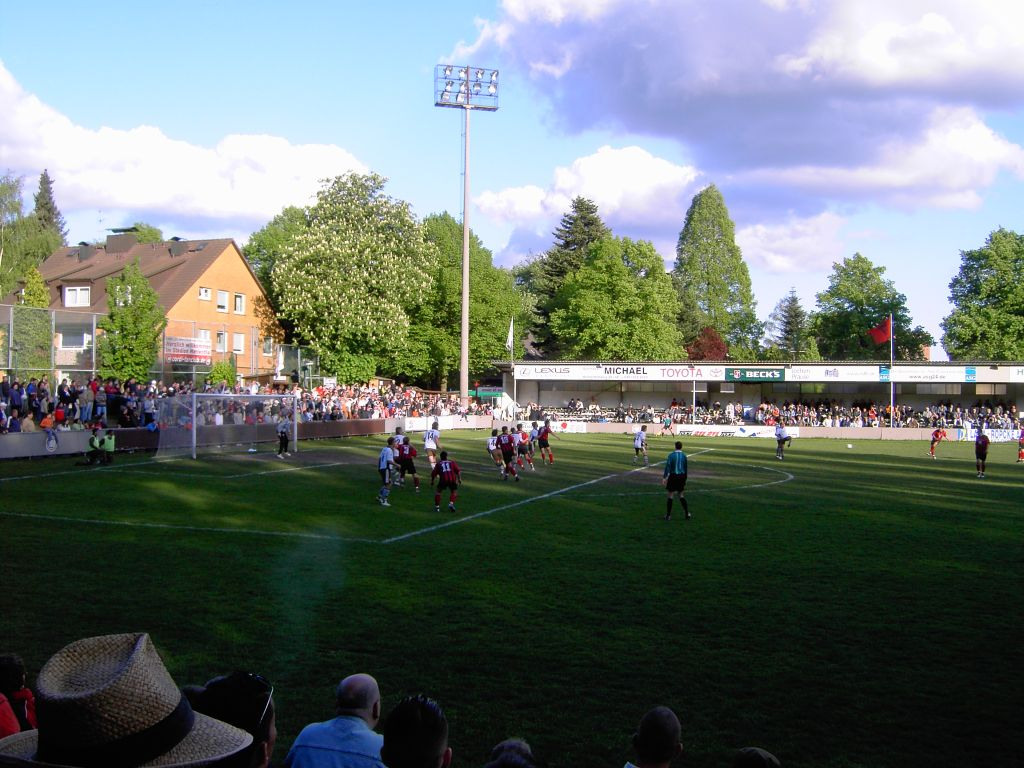
Ehemaliges Stadion Marienthal (2003)
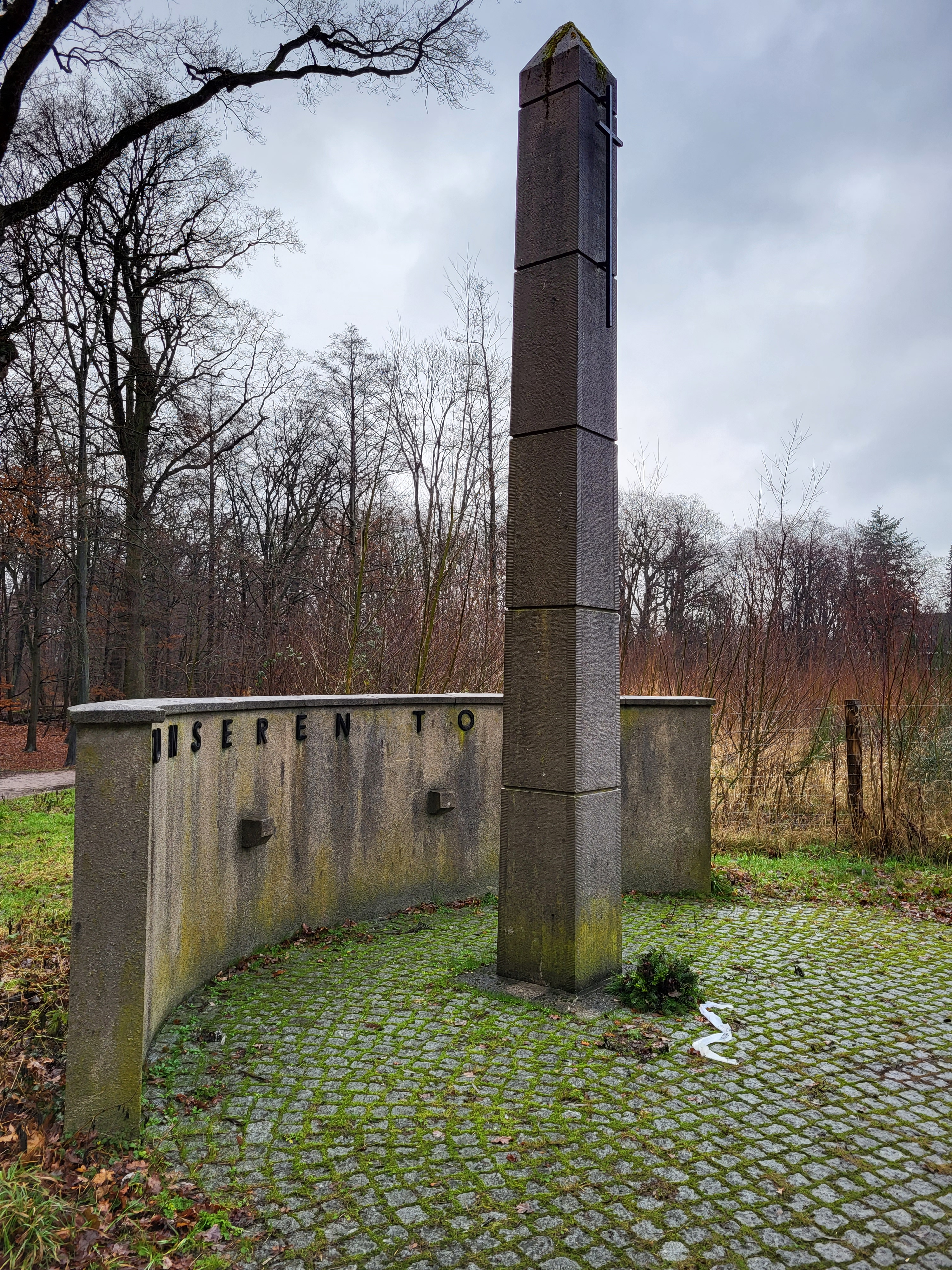
Kriegerdenkmal des SC Concordia